# ラーコーツィ行進曲
ラーコーツィ行進曲（一般にはラコッツィ行進曲。英語：Rákóczi March, ハンガリー語：Rákóczi-induló）とは、ハンガリーの民謡である。

## 作曲
17世紀末期に作曲されたと見られている。作曲者は不詳であるが、無名のロマ音楽家によるとも言われている。トランシルバニアのラーコーツィ・フェレンツ2世がこの曲を大変に気に入っていたと伝えられている。19世紀初めころにはロマのビハリ・ヤーノシュ（Jánoš Bihari）が作曲者ではないかと考えられていたが、異論もある。

## 引用
エクトル・ベルリオーズは彼の代表作『ファウストの劫罰』にてこの行進曲を引用したことで知られ、一般的にはこちらのほうが有名になっている。
フランツ・リストはこの曲を題材とする作品を多数残した。ピアノ曲『ハンガリー狂詩曲』の第15番（サール番号S.244/15）やその簡略版（S.242/15a）の他に、同じくピアノ曲のS.164f、S.242/13、S.242/13a、S.242a、S.244a、S.244b、S.244c、S.692d、四手ピアノ曲のS.608、および管弦楽曲のS.117である。
その他ヨハネス・ブラームス『ハンガリー舞曲』、フランツ・レハール『テノールと大管弦楽のための音詩《熱》』など、19世紀に流行した古典音楽の少なからぬ場所でこの旋律の引用が見られる。ハンガリーの伝統性のある民俗音楽にもこの旋律の引用が見られる。